# Il calice della verità
Il calice della verità (Piemme Edizioni, 2 settembre 2014) è il secondo romanzo per ragazzi della serie fantasy Nelle terre di Aurion, scritta da Luca Azzolini.

## Trama
Nel prologo la principessa Saraian scappa insieme al fratellino Joden e ai suoi genitori dal Grande Giardino, la capitale delle Praterie del Silenzio, ormai sotto assedio dalle forze del Principe della Notte, quando vengono raggiunti dal Cavaliere d'Oro dell'Unicorno Naimar, il fidanzato di Saraian, purtroppo soggiogato dal Principe della Notte, insieme al ciclope Bromonte che uccide il re e la regina sotto lo sguardo dei figli. Saraian e Joden scappano e raggiungono un passaggio segreto che solo Joden è in grado di attraversare, mentre Saraian viene raggiunta da Naimar.
Intanto, Dorian, Mayra, Ravi, Honor e Kiki raggiungono il Grande Fiume, l'unico ostacolo che li separa dalle Praterie del Silenzio, e decidono di attraversarlo passando una notte sul Villaggio Fluttuante, un insieme di piattaforme che formano una piccola città e che segue il corso della corrente. Una volta saliti vengono avvicinati da Mareda, la proprietaria di un Bazar, che li invita a passare la notte nel suo appartamento, e consiglia che se vogliono andare verso le Praterie del Silenzio dovranno aspettare l'alba per farsi trasportare dal Traghettatore. Una volta nella loro stanza, Mayra contatta Baba per farle capire dove si trova, ma riceve solo rimproveri per aver deciso di accompagnare Dorian e Ravi; inoltre, la vecchia arcimaga li informa che il Palazzo delle Tenebre è in fermento perché il Principe della Notte sa che uno dei talismani è stato liberato. Il giorno dopo, la compagnia si fa dare il passaggio dal Traghettatore, un individuo mascherato a capo dell'equipaggio - e con la scomoda compagnia del pappagallo Boccaccia. Superata l'imboscata di un abissale, un enorme mostro marino, raggiungono finalmente le Praterie del Silenzio. In loro aiuto, per raggiungere la Città Sotterranea, un tempo la Vecchia Corte, arriva Alabaster, il Principe dei Cavalli, con il suo branco, che trasportano per tre giorni Ravi e Mayra agevolando di più il viaggio. All'improvviso salvano un ragazzo, che si rivela essere Joden, dai Vermi del Silenzio, attirati dalle catene stregate che ha ai polsi. Joden racconta loro della caduta di Grande Giardino ad opera di Bromonte perché il popolo dei kieri aveva la pietrastella, un metallo molto raro e prezioso, con il quale si fece costruire un'armatura per essere invincibile, e che poi ridusse i sopravvissuti in schiavitù per trovarne altra. Quella notte vengono attaccati dagli uomini del Traghettatore, che si rivelano essere pirati, ma proprio quando li stanno portando dal loro comandante i Vermi del Silenzio, attirati dalle catene stregate di Joden, li attaccano dando loro l'occasione di fuggire. Grazie a Joden la compagnia riesce a raggiungere la Città Sotterranea e, evitando di essere visti dagli avvoltoi d'ombra, riescono a raggiungere un passaggio segreto - lasciando Honor all'entrata - che li conduce ad un corridoio con il pavimento composto da tessere con le lettere, il sopra costellato di spade e una porta con un indovinello. All'inizio Mayra e kiki, per colpa di un trabocchetto, precipitano nel vuoto, e Dorian, Ravi e Joden stanno per fare la stessa fine per via di una grata di metallo che si sta avvicinando a loro; fortunatamente Ravi riesce a trovare la soluzione e i tre riescono a proseguire. Nel frattempo, però, Honor, Mayra e Kiki vengono catturati dal Traghettatore. Kiki, su consiglio di Mayra si nasconde. Intanto, a causa di un tranello, anche Dorian, Ravi e Joden finiscono catturati da Bromonte in persona, che li fa rinchiudere in una cella davanti a quella di Mayra e Honor, e li requisisce, scoprendo la Spada del Grifone, il Medaglione del Tempo e il Libro del Sapere, e quindi decide di mettersi in contatto con il Principe della Notte, mentre i prigionieri verranno dati in pasto a Lambian, la Madre del Silenzio, la regina dei vermi del Silenzio. Fortunatamente Kiki, dopo un rocambolesco combattimento contro il pappagallo Boccaccia, riesce a prendere le chiavi della prigione e libera i suoi amici che si mettono all'inseguimento di Bromonte diretto verso le voliere, durante il quale Mayra riferisce che il Traghettatore è Mareda e che lei è una kieri che sta tradendo il suo stesso popolo, mentre Joden li informa che Bromonte possiede un Anello Stregato grazie al quale controlla le catene degli schiavi. Arrivati nell'Anticamera delle voliere, questa è formata da specchi che danno vita a esseri illusori e deformi di Dorian, Mayra, Ravi, Joden e Honor: a complicare le cose arrivano i rattomanti insieme a Mareda e lo stesso Bromonte armato di Radiosa. Mareda ordina a Boccaccia di portare al sicuro i talismani, ma lo scoiattolo lo raggiunge e recupera appena in tempo i talismani che un Verme del Silenzio sbuca dal terreno e divora il pappagallo. Dorian combatte contro Mareda, aiutato all'ultimo istante da Joden, e nel volto della donna ricorda la sua perduta sorella Saraian. Ravi lotta contro Bromonte e riesce a strappargli Radiosa e a tagliargli il dito sul quale c'era l'Anello Stregato, spezzando l'incantesimo sulle catene e su Saraian. Proprio in quel momento Lambian emerge dal pavimento in tutta la sua mostruosa mole per divorare tutti i presenti; a causa del terremoto, Ravi fa cadere Bromonte da un precipizio dove viene assalito da decine di Vermi del Silenzio. E mentre Dorian, Mayra, Ravi, Honor e Kiki vanno sul posto in cui è custodito il Calice della Verità, Joden, Saraian e gli altri kieri liberati sconfiggono la Madre del Silenzio. Arrivati nell'Arena, la compagnia affronta il guardiano del talismano, l'Unicorno delle Praterie del Silenzio, un grosso unicorno scarlatto con ali da pipistrello, aculei sulla schiena e una lunga coda da rettile. Il guardiano cominciò un duro combattimento contro di loro. Mayra, sballottata su una piattaforma sopra un baratro riesce a prendere il Calice della Verità, ma proprio in quel momento arriva Bromonte, miracolosamente sopravvissuto, con Radiosa. Alla fine, però, il ciclope viene ferito nell'unico occhio da Mayra con le energie dei talismani e fatto precipitare nel baratro, non portandosi questa volta Radiosa. A quel punto, Dorian prende il Calice della Verità e grazie ad esso dissolve l'Unicorno delle Praterie del Silenzio facendolo ridiventare Naimar, il Cavaliere d'Oro dell'Unicorno. L'uomo, all'inizio confuso, capisce chi sono e si ricongiunge all'amata Saraian.
Nel frattempo, l'avvoltoio d'ombra mandato da Bromonte raggiunge il Palazzo delle Tenebre con il messaggio del ciclope per il Principe della Notte. Questi, capendo la situazione venutasi a creare, risveglia i Senzavita, cavalieri non morti insieme ai kadavar, draghi anch'essi non morti, e li arma con le sei spade dei Cavalieri d'Oro corrotte dall'oscurità, ordinandogli di trovare la piccola compagnia. Intanto, Dorian si accorge che sull'elsa di Radiosa è comparsa una macchia nera, ma non se ne preoccupa molto: ora devono andare verso le Montagne Senza Tempo, dove c'è lo Scudo di Pietra, custodito da Atlas, il Cavaliere d'Oro del Drago che tradì i genitori di Dorian.